# Huguette Tourangeau
Marie Jeannine Huguette Tourangeau, dite Huguette Tourangeau, est une chanteuse d'opéra mezzo-soprano québécoise de nationalité canadienne, née à Montréal le 12 août 1938, et morte le 21 avril 2018.

## Biographie
Née dans une famille de chanteurs et de musiciens, elle démontre un talent certain pour le chant.  Elle étudie au Conservatoire de Musique du Québec à Montréal sous la direction de Růžena Herlingerová.  Elle a chanté sur de nombreuses scènes au Canada, aux États-Unis et en Europe. Elle a interprété les plus grands rôles et enregistré les plus beaux airs. Elle a su tout au long de sa carrière s'attirer les critiques les plus élogieuses. Elle a notamment interprété le rôle de Zerlina dans la production de Don Giovanni au côté de Joan Sutherland et James Morris enregistré le 16 mars 1978 au Metropolitan Opera House. Elle enregistre plusieurs albums , elle enregistre son dernier album en 1981 avec Orchestre symphonique de Montréal sous la direction de Charles Dutoit El amor brujo de Manuel de Falla,. 
Huguette Tourangeau est l'épouse de Barry Thompson qui a été gérant de la Vancouver Opera Association (1975-1978) et de l'Edmonton Opera Association.

## Honneurs
- 1994 : Doctorat honorifique de l'Université Concordia[12]
- 1997 : membre de l'Ordre du Canada[13].
- 1997 : intronisée au Panthéon canadien de l'art lyrique.